# Moder Svea (TV-program)
Moder Svea var ett TV-program som gick på SVT2 med start 22 september 1995. Det var ett tävlingsprogram där både frågorna och uppgifterna handlade om medeltiden. Programledare var Carin Hjulström, och som bisittare och gycklare ("Narren") fungerade Thomas Pettersson. Domare var Ingemar Liman. Riddare var Glenn Frost och Kim Roos. Lekidéerna gjordes av Jerker Eriksson. Frågorna gjordes i samarbete med dåvarande Historiska institutionen vid Göteborgs universitet.
Programmets titellåt sjöngs av Lena Philipsson och den var också första spåret på hennes album Lena Philipsson från 1995. 
Kapellmästare i studioorkestern var Rickard Åström.